# Diego de Arana
Diego de Arana (Valle de Arana, 1468 – La Navidad, 1493) è stato un politico e marinaio spagnolo.
Fu il primo governatore del primo insediamento europeo documentato nel Nuovo Mondo a La Navidad. Come marinaio accompagnò
Cristoforo Colombo nel suo primo viaggio alla scoperta dell'America.

## Biografia
Diego de Arana fu descritto come nativo di Cordova nel giornale di Colombo. Nel libro  History of the Admiral di Fernando Colombo
viene poi detto che Diego era il figlio di Rodrigo de Arana e cugino di Beatriz Enríquez de Arana che fu amante di Cristoforo Colombo.
All'inizio del 1486 Cristoforo Colombo viveva nella corte dei Re di Spagna Ferdinando II di Aragona e Isabella di Castiglia a Siviglia.
Colombo era presso di loro perché cercava di convincere i reali a finanziargli la sua spedizione nelle indie, una spedizione di vasta portata per raggiungere l'est andando ad ovest. Colombo, che conosceva le correnti delle Canarie sperava infatti di raggiungere le Indie sfruttando proprio questo fenomeno. I reali erano interessati all'idea di Colombo ma in quel periodo erano concentrati sulla guerra di Granada contro i Mori.
Fu in questo periodo che Colombo divenne amico di un giovane Basco di nome Diego de Arana.
Diego aveva due cugini Beatriz Enríquez de Arana e suo fratello Pedro Enríquez de Arana. La famiglia era originaria di Valle de Arana come
lo era Diego. Diego presentò Beatriz allora ventenne a Colombo nel 1487. Colombo aveva 35 anni, divennero amanti e nell'agosto del 1488 
ebbero un figlio che chiamarono Fernando Colombo (in spagnolo Hernando Colon) anche se non si sposarono.

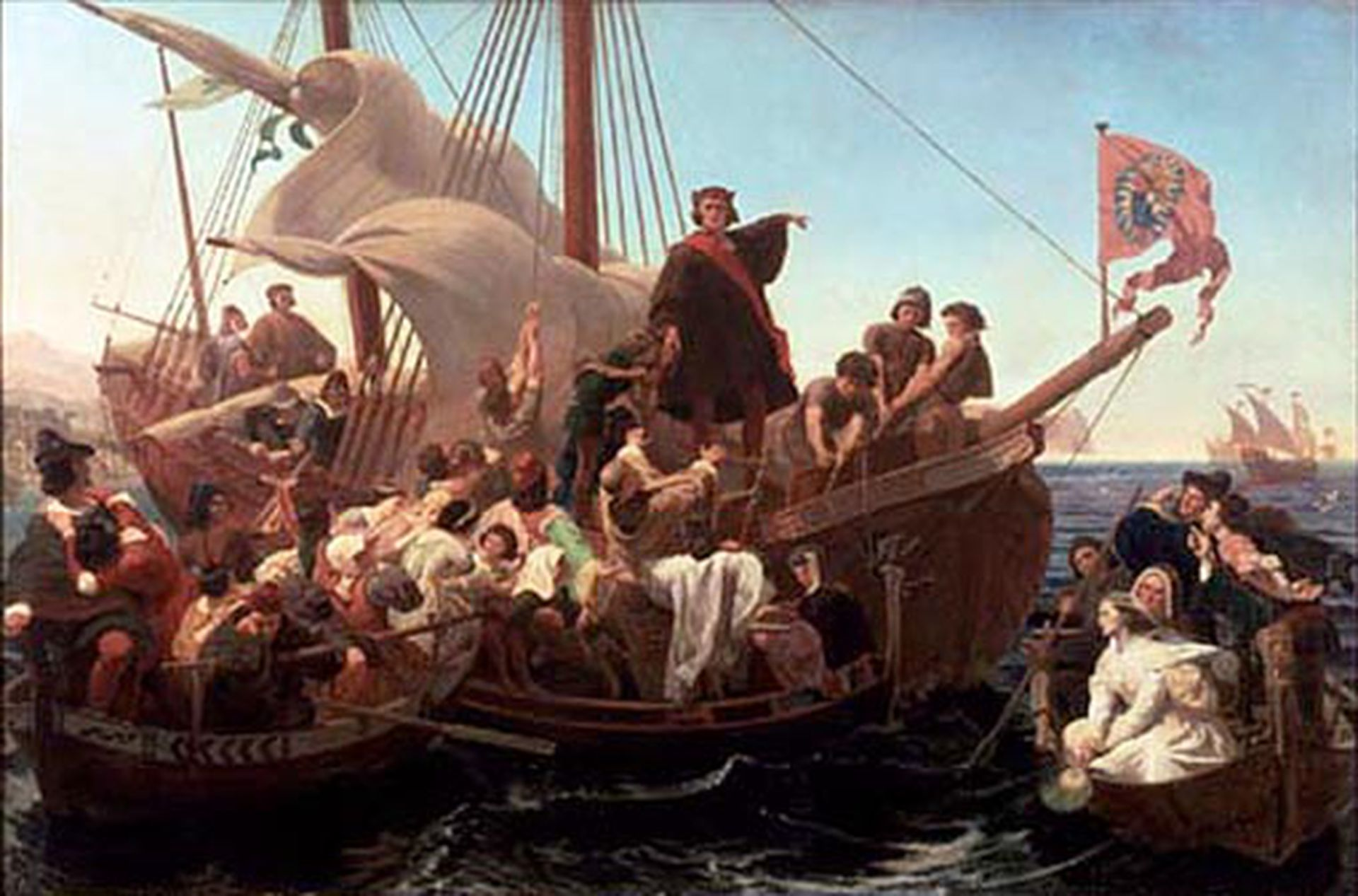
Cristoforo Colombo sulla Santa Maria nel 1492.

Quando Cristoforo Colombo partì per il suo primo viaggio verso il nuovo mondo prese Diego con sé imbarcandolo sulla
Santa María come ufficiale di polizia della flotta.. La Santa Maria si arenò al largo della attuale sito di Cap-Haïtien, Haiti 
il 25 dicembre 1492.
Colombo allora diede l'ordine ai suoi uomini di smontare la nave ed il legname ricavato fu utilizzato per costruire un forte a Môle-Saint-Nicolas
che fu chiamano La Navidad (La Natività) perché fondato il giorno di natale.
A seguito del naufragio della Santa Maria e la temporanea perdita della Pinta, Colombo, che desiderava tornare in Spagna per annunciare le sue scoperte, scelse di lasciarsi alle spalle 36 uomini che non avrebbero avuto posto sulla Nina per il viaggio di ritorno.
Assieme a Diego de Arana rimasero i suoi luogotenenti: Gutierrez, Ferdinando Segovia, e Rodrigo de Escobedo. Proprio per la difesa di quegli uomini, venne costruito, con l'aiuto dei nativi Taino e con il legname della Santa Maria, il forte La Navidad.
Colombo nominò Diego de Arana governatore della colonia, ricevendo il permesso da Guacanagarix, il capo Cacicco della più vicina tribù, di stabilirsi lì.
Venerdì, 4 gennaio 1493, Colombo salpò con la Niña alla ricerca della terza nave della flotta, la caravella Pinta.
La Pinta, comandata da Martín Alonso Pinzón, era scomparsa la notte del 21 novembre, al largo della costa di Cuba (nel suo diario Columbus Pinzón fu accusato di aver deliberatamente aver separato la Pinta dalle altre navi per battere l'Ammiraglio nella ricerca di fonti d'oro).
La mattina di domenica 6 gennaio 1493 la Pinta fu avvistata. Dopo una accesa discussione tra i due uomini, la flotta si riunì per il viaggio di ritorno.
Quando Colombo ritornò dalla Spagna durante il suo secondo viaggio il 27 novembre 1493 si aspettava di vedere un vivace villaggio.
Quando attraccò tuttavia vide gli 11 corpi dei suoi uomini sulla spiaggia e scoprì che La Navidad era stata distrutta.
Fu detto dalla vicina tribù Taino che i coloni avevano maltrattato i nativi i quali per rappresaglia avevano ucciso tutti. 
Altre fonti dicono che fu un caso di insubordinazione tra coloni la causa della loro morte, inclusa quella di Diego de Arana.